# دينار المملكة السورية

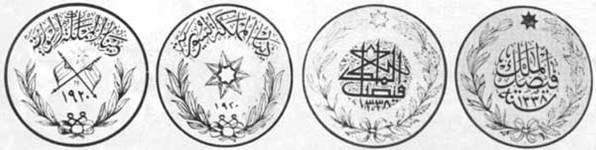
نماذج عملات معدنية من دينار المملكة السورية، العملة الرسمية زمن المملكة.

دينار المملكة السورية هي عملة أصدرت لغرض التداول في المملكة العربية السورية عام 1920.
بعد إعلان استقلال المملكة العربية السورية تشكلت حكومة برئاسة علي رضا الركابي. نالت الحكومة ثقة المؤتمر العام لتكون أول حكومة سورية دستورية، وعكف المؤتمر على كتابة الدستور بينما قامت الحكومة بتعيينات إدارية للولاة وأعضاء مجلس الشورى وكبار موظفي الدولة والقصر الملكي، واستحدثت أول عملة سورية هي «الدينار السوري»، إلا أن سقوط المملكة في نهاية تموز من عام 1920 منع تداول هذه العملة.
يذكر أن الملك فيصل الأول قد أمر بسك دينار ذهب يحمل اسمه من جهة واسم مملكته من الجهة الأخرى، وقد سكت نماذج من هذا الدينار ولكن نماذجه لم تصل حتى 19 آب 1920، أي بعد 19 يوماً من خلعه الملك فيصل بعد معركة ميسلون.
عُرضت النماذج على رئيس الحكومة السورية علاء الدين الدروبي، وقيل أن عددها كان 11 قطعة فقط، وقد كان رأي علاء الدين الدروبي إبطال هذه القطع النقدية أو كسرها أو الاحتفاظ بها في متحف دمشق المؤسس حديثاً، مع إمكانية إهداء بعضها إلى ضيوف الدولة. لم يتمكن علاء الدين الدروبي لأنه قُتل بعد يومين فقط من قراره هذا، وبقيت النقود محفوظة في المتحف الوطني، وعددها 11 حتى اليوم. وقد غاب ذكرها حتى ظهرت في أماكن مختلفة من العالم.
وقد كان وزن دينار المملكة السورية الذهبي نحو 6.45161 غرام من عيار 900، وقسم هذا الدينار إلى مائة قرش، كما سكت فئة نصف دينار منه.
كما كان في النية وحسب القانون السوري إصدار عملة الريال السوري الفضي ووزنه 25 غراماً من الفضة عيار 800، وقد سمي باسم الريال السوري أو الريال العربي.

## مواصفات العملة
| الرقم التسلسلي | التاريخ        | السبيكة | القطر - الوزن    | الوصف | الوجه الأول | الوجه الثاني |
| -------------- | -------------- | ------- | ---------------- | --- | ----------- | ------------ |
| 1              | 1920م (1338هـ) | ذهب     | 22 ملم 6.75 غرام | الوجه الأول النقش: شعار النبالة الكتابة: دينار المملكة السورية، التاريخ: 1920م الوجه الثاني النقش: طغراء الملك فيصل الأول بن الحسين وزخرفة نباتية، ونجمة سباعية. الكتابة: التاريخ: 1338 هـ |             |              |

## القطع المتوفرة
توجد القطع التالية من دينار المملكة السورية:
- قطعة في المتحف الوطني بالعاصمة السورية دمشق (وربما عددها 11 قطعة).[2]
- قطعة بالبنك العربي بالأردن، وقد حصل عليها الملك عبد الله الأول. وقد ورثها نجله الملك طلال ثم ذهبت لحفيده الملك حسين الذي وضعها ضمن مقتنيات متحف عمّان الوطني عند إنشائه سنة 1989. وكان الملك عبد الله الأول يُشير إليها باستمرار عند تحدثه عن أحقية أسرته بعرش سورية، الذي ظلّ عبد الله يُطالب به حتى مقتله في القدس سنة 1951.[2]
- قطعة عند جامع العملات كمال كلاس.
- قطعة ضمن مجموعة الملك فاروق بيعت لإيطاليا.
- قطعة بمدخل قصر المؤتمرات بقاسيون في دمشق.
- قطعة عثر عليها في قبو بالمملكة المتحدة وقد بيعت يوم الأحد 19 أيلول 2021 بمبلغ 57000 دولار أمريكي وذلك في مزاد نظمته شركة ستيفن ألبوم الأميركية (بالإنجليزية: Stephen Album Rare Coins) وهي شركة متخصصة ببيع العملات النادرة الهندية والإسلامية والصينية وغيرها من العملات الآسيوية، وقد رسا المزاد على شركة “مورتون وأيدن” البريطانية.[2]
- كما توجد أربع قطع أخرى لا يعرف مصيرها.

كما يذكر أن قطعة قد بيعت لسوق الصاغة في تسعينيات القرن العشرين وقد أذيبت.
كما بيعت قطعة في 8 كانون الثاني 2024 بسعر 30000 دولار أمريكي.
إن كان العدد الكلي للقطع المسكوكة هو 11 قطعة لا غير فربما أن كل ما متداول عالميا هي قطع نقدية مزورة، لأن محفوظات متحف دمشق لاتزال تحتوي على 11 دينارا، أو أن عدد الدنانير التي سكت سنة 1920 كان أكبر من هذا العدد، دون علم الحكومة السورية، وهذا يعني أن عدد القطع المتوفرة غير هذا العدد.

## روابط خارجية
- دنانير الملك
- مقطع فيديو للعملة:
  - الجانب الأول: Faisal I gold Dinar AH 1338 (1920) UNC Details (Rim Filing) NGC, على يوتيوب
  - الجانب الثاني: Faisal I gold Dinar AH 1338 (1920) UNC Details (Rim Filing) NGC, على يوتيوب